# The Kennel Club
The Kennel Club (KC) blev grundlagt i 1873 i England og svarer til vores Dansk Kennel Klub. Klubben er ikke tilsluttet FCI, men har sit eget system og sine egne standarder for de hunderacer den anerkender. Disse fordeler sig på 7 forskellige grupper.
Klubben administrerer også Crufts Dog Show, formentlig verdens mest prestigefyldte hundeudstilling. Udstillingen har fået navn efter Charles Cruft og holdt sin første udstilling ved Royal Agricultural Hall i Islington i 1891.

## Gruppene i KC
1. Hound
2. Working
3. Terrier
4. Gundog
5. Pastoral
6. Utility
7. Toy

## Ekstern henvisning
- Den officielle hjemmeside for The Kennel Club